# Stella, une vie allemande
 (janvier 2022).
Si vous disposez d'ouvrages ou d'articles de référence ou si vous connaissez des sites web de qualité traitant du thème abordé ici, merci de compléter l'article en donnant les références utiles à sa vérifiabilité et en les liant à la section « Notes et références ».
Pour plus de détails, voir Fiche technique et Distribution.
Stella, une vie allemande (Stella. Ein Leben.) est un film dramatique allemand écrit et réalisé par Kilian Riedhof et sorti, en Allemagne, le 25 janvier 2024.

## Synopsis
Stella Goldschlag, également connue sous le nom de Stella Kübler, juive allemande, vit à Berlin sous la dictature nazie. Après l'insouciance du début de la Seconde Guerre mondiale où cette jolie blonde rêve d'une carrière de chanteuse de jazz, elle subit les persécutions du régime nazi et doit se cacher avec ses parents Toni et Gerd. En 1943, sa vie tourne au drame, elle va tenter d'échapper par tous les moyens à la déportation qui les menace.

## Fiche technique
- Titre original : Stella. Ein Leben.
- Titre français : Stella, une vie allemande
- Réalisation : Kilian Riedhof
- Scénario : Marc Blöbaum, Jan Braren, Kilian Riedhof
- Photographie : Benedict Neuenfels
- Son : Leo Aderhold et Frank Heidbrink

- Montage : Andrea Mertens
- Société de production : Letterbox Filmproduktion GmbH
- Société de distribution : Kinovista
- Costumes : Thomas Oláh
- Pays de production :  Allemagne
- Langue originale : allemand
- Format : couleur
- Genre : drame
- Durée : 116 minutes
- Dates de sortie :
  - Allemagne : 25 janvier 2024
  - France : 17 janvier 2024

## Distribution
- Paula Beer : Stella Goldschlag
- Katja Riemann : Toni Goldschlag (de)
- Lukas Miko : Gerd Goldschlag (de)
- Jannis Niewöhner : Rolf Isaakson
- Damian Hardung : Manfred Kübler
- Bekim Latifi : Aaron Salomon
- Maeve Metelka : Inge Lustig
- Joel Basman : Johnny
- Nikolai Will : Gestapo Klops
- Roland Silbernagl : Jüdischer Ordner
- Gabriele Schulze : Alte Gefangene
- Robin Sondermann : Kurz
- Daniel Holzberg : Jüdischer Familienvater
- Anke Fuenfstueck : Zahnarzthelferin von Dr. Schreyer
- Nuri Yildiz : Jüdischer Gefangener
- Rony Herman : Heinz Gottschalk
- Joshua Jaco Seelenbinder : Cioma Schönhaus
- Ulrich Schmissat : Polizeizahnarzt Dr. Schreyer
- Artur Sorokin : Jüdischer Gefangener
- Lea Marie Meier : Heimchen
- Niklas Mitteregger : Schwöbel
- Peter Miklusz : Heinrich
- Jeanette Spassova : Frau Rotholz
- Benjamin Morik : Ehemann
- Christian Tillmanns : membre de la famille juive
- Werner Wilkening : Conradi
- Christian Skibinski : Arbeiter (non crédité)

## Production
Le film est inspiré de l'histoire vraie de Stella Kubler née Goldschlag.